# ستيفن أوليفر (لاعب كرة قدم أسترالية)
ستيفن أوليفر (بالإنجليزية: Steven Oliver)‏ هو لاعب كرة قدم أسترالية أسترالي، ولد في 14 يناير 1971.

## وصلات خارجية
- ستيفن أوليفر على موقع AustralianFootball.com (الإنجليزية)
- ستيفن أوليفر على موقع AFLtables.com (الإنجليزية)